# Josef Pasternack
Josef Alexander Pasternack (7 de Julho de 1881 - 29 de Abril de 1940) foi um maestro e compositor muito conhecido do século XX.

## Biografia
Ele nasceu em Częstochowa, Polônia em 1881, o filho mais velho de Sigmund e Dora Pasternack. Ele tinha dois irmãos mais novos, Samuel e David. Seu pai e seu avô tinham sido mestres na Polônia e ele começou o estudo do violino aos quatro anos, sob a tutela de seu pai. Aos dez anos entrou no [Conservatório de Música de Varsóvia], onde inicialmente estudou piano e composição. Ele também estudava um novo instrumento a cada mês, de modo que, quando saiu do Conservatório, pôde tocar todos os instrumentos da orquestra, exceto a harpa.
Aos quinze anos ele mudou-se para os Estados Unidos com seus dois irmãos e seu pai. Inicialmente ele trabalhou no restaurante de um hotel. Um dia quando o violinista da banda do hotel não pode ir tocar ele informou que poderia substituí-lo. Rapidamente após isso ele fez turnê como pianista de concerto. Em 1902 ele foi nomeado violinista do Metropolitan Opera em Nova Iorque e posteriormente foi nomeado o primeiro violeiro da orquestra, continuando lá até 1909. Ele chamou atenção do célebre maestro Arturo Toscanini, e foi feito assistente dele em 1909, uma posição que ocupou por um ano.
Em 1911 ele retornou para a Europa como maestro da Ópera de Bremen, mas o Metropolitan Opera convidou-o para retornar para o Met como maestro entre 1911 e 1913. Durante o período de 1913 até 1926 ele foi o maestro da Companhia de Ópera Centurial em Nova Iorque, da Orquestra Sinfônica de Chicago, da Orquestra Sinfônica de Boston e da Sociedade Filarmônica da Filadélfia. Enquanto estava na Sociedade Filarmônica da Filadélfia, ele introduziu Marian Anderson como a primeira afro-estadunidense a apresentar-se ali. Começando em 1916 ele também foi o diretor musical da RCA Victor.
Ele casou-se em 1904 com Helen Feirman, com quem teve duas filhar: Florence e Cecile.